# Източни южнославянски езици
Източните южнославянски диалекти представляват източната подгрупа на южнославянските езици. Използват се в България и Северна Македония, както и райони на други държави, основно Сърбия, Гърция, Турция, Румъния, Косово, Албания, Молдова, Руската федерация и Украйна. Това са диалектите на българския език.
Понастоящем от БАН се приема, че съществуват три писмено-регионални норми на българския език – стандартизираният официален български език, банатската книжовна норма, която се използва от банатските българи, и македонската книжовна норма, използвана в Северна Македония. В миналото са правени още два неуспешни опита за подобна кодификация: с т. нар. Абецедар и с т. нар. егейска македонска литературна норма.